# ناحیه سقانه
ناحیه سقانه (به عربی: دائرة سقانة) یک ناحیه در الجزایر است که در استان باتنه واقع شده‌است.